# Ензо Мартинез
Ензо Мартинез Скарпе (шп. Enzo Martinez Scarpe; Малдонадо, 15. август 1994) уругвајски је пливач чија ужа специјалност су спринтерске трке слободним стилом. 
Студент је Универзитета Флориде у Гејнсвилу (генерација 2014) за чију универзитетску пливачку екипу наступа на универзитетским такмичењима. 

## Спортска каријера
Мартинез је дебитовао на међународној пливачкој сцени на Светском првенству у малим базенима у Истанбулу 2012. године. Годину дана касније је дебитовао и на Светском првенству у великим базенима у Барселони, те на Универзијади у Казању. 
Захваљујући спортској стипендији одлази на студије у Сједињене Државе, на Универзитет Флориде у Гејнсвилу где плива за екипу Флорида гејторса у Универзитетској пливачкој лиги. Након краће паузе због студија враћа се на међународну сцену као учесник Светског првенства у Будимпешти 2017 (59. на 50 слободно и 63. на 100 слободно). 
Пливао је и на светском првенству у корејском Квангџуу 2019 (47. на 50 слободно и 62. на 100 слободно) и Панамеричким играма у Лими 2019 (2. место у Б финалу на 50 слободно, укупно десето место). 